# Вайт-Оук (Огайо)
Вайт-Оук (англ. White Oak) — переписна місцевість (CDP) в США, в окрузі Гамільтон штату Огайо. Населення — 19 541 особа (2020).

## Географія
Вайт-Оук розташований за координатами 39°12′37″ пн. ш. 84°36′21″ зх. д. / 39.21028° пн. ш. 84.60583° зх. д. (39.210415, -84.605890).  За даними Бюро перепису населення США в 2010 році переписна місцевість мала площу 15,97 км², уся площа — суходіл.

## Демографія
Згідно з переписом 2010 року, у переписній місцевості мешкало 19 167 осіб у 7894 домогосподарствах у складі 5203 родин. Густота населення становила 1200 осіб/км².  Було 8420 помешкань (527/км²).
Расовий склад населення:
| - 87,8 % — білих - 8,5 % — чорних або афроамериканців - 1,1 % — азіатів - 0,2 % — корінних американців |

До двох чи більше рас належало 1,8 %. Частка іспаномовних становила 1,4 % від усіх жителів.
За віковим діапазоном населення розподілялося таким чином: 23,2 % — особи молодші 18 років, 61,3 % — особи у віці 18—64 років, 15,5 % — особи у віці 65 років та старші. Медіана віку мешканця становила 40,2 року. На 100 осіб жіночої статі у переписній місцевості припадало 93,0 чоловіків;  на 100 жінок у віці від 18 років та старших — 89,0 чоловіків також старших 18 років.
Середній дохід на одне домашнє господарство  становив 74 493 долари США (медіана — 56 774), а середній дохід на одну сім'ю — 91 711 долар (медіана — 72 704). Медіана доходів становила 48 199 доларів для чоловіків та 41 111 долар для жінок. За межею бідності перебувало 14,1 % осіб, у тому числі 21,0 % дітей у віці до 18 років та 6,4 % осіб у віці 65 років та старших.
Цивільне працевлаштоване населення становило 9176 осіб. Основні галузі зайнятості: освіта, охорона здоров'я та соціальна допомога — 28,1 %, виробництво — 13,0 %, роздрібна торгівля — 12,2 %.